# Ali Maher Pascià
ʿAlī Māher Pascià, in arabo علي ماهر باشا‎?, ʿAlī Māhir Pascià (Il Cairo, 1882 – Ginevra, 25 agosto 1960), è stato un politico egiziano.

## Biografia
ʿAlī Māher nacque in una famiglia che aveva fornito all'Egitto politici e amministratori di rilievo. Suo padre, Muhammad Māher Pascià, era stato vice-ministro della Marina (Wakīl al-baḥriyya) e governatore del Cairo, mentre suo fratello Ahmed Maher Pascià (1888 – 24-2-1945) fu Primo ministro dal 10-10-1944 al 24-2-1945.
ʿAlī Māher, che aveva completato nel 1898 gli studi superiori nella Scuola Khediviale  (Madrasat al-Khudaywiyya) del Cairo e il suo iter universitario laureandosi nel 1903 in Giurisprudenza (Madrasat al-Ḥuqūq) nell'Università Khediviale della capitale, partecipò alla Rivoluzione egiziana del 1919 che mise nominalmente fine al protettorato britannico e al Khedivato egiziano, con la nascita del Regno d'Egitto.
Sostenitore dapprima del Partito dei Liberali Costituzionali (in arabo حزب الأحرار الدستوريين‎?, Ḥizb al-Aḥrār al-Dustūriyyīn) e poi del Partito Unionista (in arabo ﺣﺰﺏ ﺍلاﺗﺤﺎﺩ‎?, Ḥizb al-ittiḥād), assai vicini alla Corona, e avversario del partito nazionalista del Wafd (spesso critico nei confronti dell'acquiescenza della monarchia nei confronti della Potenza occupante), ʿAlī Māher lavorò anch'egli nell'amministrazione del suo Paese. Operò infatti al ministero dell'Informazione nel 1924 e nel 1929 si spostò al ministero delle Finanze e poi a quello della Giustizia, prima di servire per la prima volta come Primo ministro dal 30 gennaio 1936 al 9 maggio 1936. Fu nuovamente Premier dal 18 agosto 1939 al 28 giugno 1940, una terza volta dal 27 gennaio 1952 al 2 marzo 1952 e un'ultima volta dal 23 luglio al 7 settembre 1952.
Quest'ultimo mandato finì quando dovette rassegnare le dimissioni proprie e del suo governo per essersi opposto alla volontà dei Liberi Ufficiali e del Consiglio del Comando della Rivoluzione Egiziano di veder realizzata un'incisiva riforma agraria che ponesse una volta per tutte fine al plurisecolare fenomeno del latifondo nel Paese.